# Feudo
Feudo (en latín: feodum o feudum; en francés medieval, fief; en las lenguas germánicas, Lehn, Lehen o leen; lit. préstamo) es el término con el que en el feudalismo se asignaba a la tierra que el señor otorga al vasallo en el contrato de vasallaje, como parte del beneficio que el señor debe al siervo por el cumplimiento de sus obligaciones de auxilium et consilium (‘auxilio’ —apoyo militar—, y ‘consejo’ —apoyo político—). Las relaciones económicas y de producción que se establecían en el feudo se daban entre ese "vasallo", ahora en funciones de "señor", y los campesinos de su jurisdicción según su distinta situación: siervos (el de mayor sujeción, habitualmente sometidos a prestaciones obligatorias de trabajo) o campesinos libres.

## Impuestos
En el feudo se encontraban establecimientos por una utilización, el señor cobraba contra prestaciones en metálico o en especie. Entre estos establecimientos se hallaban la panadería, la herrería, la taberna y el molino. También podían devengarse por la explotación de un bosque, el uso de un río, y eventualmente su vadeo a través de un puente, cuya utilización devengaba el "peaje" o pontazgo. Todas estas rentas constituían el monopolio del señor y se complementaban además con las que obtenía de su propio campo de cultivo o dominio, en el que trabajaban los siervos. También la Iglesia tenía su propio impuesto llamado diezmo, consistente en el cobro del 10 % de la cosecha.

## Feudo y señorío
En Castilla, puede considerarse como equivalente al señorío. No obstante, hay un debate historiográfico sobre las diferencias entre el régimen señorial en Castilla y el modelo europeo, ligado a la descomposición del Imperio carolingio.
En la Corona de Aragón el término feudo era tan común como el de señorío. A diferencia de los modelos de Castilla, en Aragón convive, junto al feudo tradicional, el llamado feudo honrado u honorato, que se diferencia del resto en que no se produce contraprestación económica alguna, ya que la concesión feudal es absque tamen aliquius prestacione servicii o nulli servitio obnoxium, y se recibe bajo la fórmula de juramento, fidelidad y homenaje.

## El feudo se vincula con la nobleza
Aunque en origen el señor (por ejemplo, el rey) retenía la capacidad de retirar el feudo a su vasallo (por ejemplo, un conde), el feudo en la práctica se fue haciendo vitalicio y hereditario, pasando a convertirse en el patrimonio de una familia noble. No conviene utilizar el término propiedad para esta relación, más propiamente vinculación. Los derechos plenos de propiedad no son propios de la Edad Media (ni siquiera del Antiguo Régimen), sino del derecho romano o del Estado Liberal. El señor que lo da, y su vasallo noble que lo recibe, comparten de alguna manera algún tipo de derecho de dominio sobre el feudo (que podría llegar hasta la teórica reversión al señor en caso de felonía o incumplimiento de la fidelidad debida, o de la liberación de toda obligación para el vasallo en felonía por parte del señor), del mismo modo que el señor y su siervo campesino también comparten el dominio sobre la tierra (dominio útil y dominio eminente).

## El feudo, unidad económica
La manera de explotar económicamente el feudo, en su manera "clásica", en los siglos de la Alta Edad Media, en que no había casi circulación monetaria y muy escasa comercialización de los excedentes, consistía en repartir la tierra en dos porciones: la reserva señorial y el manso. Cada manso era entregado a un campesino, que se encomendaba (commendatio) al señor (bien libremente o bien forzosamente), pasando a convertirse en su siervo. En latín servus (ancilla) podría traducirse por esclavo, pero en realidad en la época feudal la utilización de mano de obra esclava en la agricultura no era dominante. La condición jurídica del siervo tampoco era de libertad, puesto que estaba ligado a la tierra que trabajaba. Eso sí, disponía del producto de su manso, que cultivaba a su criterio y del que obtenía lo necesario para su subsistencia (en términos del materialismo histórico, la reproducción de su fuerza de trabajo). Los días que fijara la costumbre (corvea en Francia, serna en Castilla) debía trabajar obligatoriamente en la reserva señorial. Ese trabajo excedente es la forma de obtener el excedente por parte del señor, que se beneficiará del producto de esa reserva (apropiación del excedente por coerción extraeconómica, en esos mismos términos, que define el modo de producción feudal).
La activación de la economía a lo largo de los siglos, sobre todo después del año 1000, que permite que haya circulación monetaria y el surgimiento de mercados, comarcales, urbanos y luego a larga distancia, harán que el modelo se altere, y se conviertan los pagos en trabajo en pagos en especie (fijos o porcentajes, como en la aparcería) o en dinero (renta feudal). Para el señor también eran multitud de derechos feudales que garantizaban que todo tipo de excedente le sea entregado (portazgos, peajes, derecho de molino, de taberna, de tienda, de explotación de bosques, caza y ríos...) incluyendo los pagos más polémicos (ius primae noctis o derecho de pernada, habitualmente redimible con un pago). La apropiación de impuestos teóricamente del rey (como la alcabala en Castilla) era también muy común de los señores, en la Baja Edad Media.